# Björn Ulvaeus
Björn Christian Ulvaeus (Göteborg, 25. travnja 1945.), švedski pjevač, glazbenik, gitarist, tekstopisac. Najviše je poznat kao član sastava ABBA i za svoju suradnju s Bennyjem Anderssonom. Stanuje u Djursholmu, (Stockholmska županija).

## Životopis

### Obitelj
Ulvaeus je bio oženjen s Agnethom Fältskog u razdoblju između 1971. i 1979. i iz tog braka imaju dvoje djece, Christiana i Lindu. Iz drugog braka s Lenom Källersjö s kojom se oženio 1981. ima dvoje djece, Emmu i Annu.
Ulvaeus je rođen u Göteborgu ali odrasta u Västerviku gdje obitelj seli 1951. Kao poklon za svoj 13. rođendan dobio je akustičnu gitaru što je bio prvi korak u ostvarenju jedne uspješne glazbene karijere.

### Hootenanny Singers
Sa svojim školskim kolegama pobjeđuje 1963. sa sastavom "Hootenanny Singers" na školskom natjecanju i na taj način upoznaje "Stiga Andersona", kasnijeg ABBA-inog producenta. U to doba piše pjesme  No Time i Baby, Those are the Rules.
Bennyja Anderssona susreće 1966. i njihova prva zajednička skladba bila je od "Hep Stars" Isn't It Easy To Say. Tek poslije ove skladbe ozbiljno se baca na posao pisanja pjesama. Prvi zajednički hit imali su s pjesmom Ljuva sextital (hrv. Slatke šezdesete) 1969.
Zajednički album Lycka (hrv. Sreća) izlazi 1970., a na pjesmi Hej gamle man (hrv. Hej starče) u pozadini su se mogli čuti glasovi Agnethe Fältskog i Anni-Frid Lyngstad, što je u biti bio nastanak ABBA-e.

### ABBA
ABBA je u jednom desetljeću svoga postojanja izdala osam albuma. Za to vrijeme imali su turneje po Europi, Sjevernoj Americi, Australiji i Japanu.
Ulvaeus i Andersson pišu s nekoliko izuzetaka sve pjesme, dok je za prvih pet albuma Stig Anderson potpomogao s nekoliko pjesama i/ili nazivom pjesama.

### Skladatelj
Poslije razdoblja s ABBA-om Ulvaeus nastavlja suradnju s Bennyjem Anderssonom u mjuziklima: Chess 1984., Kristina från Duvemåla 1995. i Mamma Mia! 1999.
Sredinom 80-ih njihova suradnja počinje se odvijati na taj način da Ulvaeus piše tekstove dok je glazbu za pjesme skladao Andersson.

## Ostalo
Ulvaeus je vlasnik poduzeća "Briggen Teaterproduktion AB", "Little Star Ltd", "StagePool AB" i "Kopparnäset AB" i suvlasnik u poduzeću "Fri Tanke" (hrv. Slobodna misao). 
1980. trči stockholmski maraton u vremenu 3:23:54.

## Diskografija

### Samostalni singlovi
- Raring / Vill du ha en vän (1968.)
- Fröken Fredriksson / Vår egen sång (1968.)
- Saknar du något min kära / Gömt är inte glömt (1969.)
- Partaj-Aj-aj-aj / Kvinnan i mitt liv (1969.)

### Björn & Benny
- Lycka (1970.) album
- She's My Kind Of Girl / Inga Theme (1970.) singl
- Lycka / Hej gamle man! (1970.) singl
- Det kan ingen doktor hjälpa / På bröllop (1971.) singl
- Tänk om jorden vore ung / Träskofolket (1971.) singl
- En karusell / Att finnas till (1972.) singl

### ABBA
- albumi sa sastavom ABBA

### Mjuzikli
- 1984. - Chess
- 1995. - Kristina från Duvemåla
- 1999. - Mamma Mia!

### Gemini
Producent zajedno s Benny Anderssonom
- Gemini -  1985.
- Geminism - 1987.

## Filmografija
- 1966. - Åsa-Nisse i raketform - glumi sebe
- 1977. – ABBA - The Movie - glumi sebe
- 1980. – ABBA - In Concert - glumi sebe
- 2008. - Mamma Mia! - glumi grčkog boga